# Alcholoya
Alcholoya también conocida como El Salto de Alcholoya, es una localidad de México perteneciente al municipio de Acatlán en el estado de Hidalgo.

## Geografía
Se encuentra entre la región de la Sierra Baja, la localidad se encuentra localizada en las coordenadas geográficas 20°13′31.538″N 98°27′11.085″O / 20.22542722, -98.45307917, con una altitud de 2075 m s. n. m. Se encuentra a una distancia aproximada de 11.32 kilómetros al norte de la cabecera municipal, Acatlán.
En cuanto a fisiografía, se encuentra dentro de la provincia del Eje Neovolcánico dentro de la subprovincia de Llanuras y Sierras de Querétaro e Hidalgo; su terreno es de llanura. En lo que respecta a la hidrología se encuentra posicionado en la región del Pánuco, en la cuenca del río Moctezuma, en la subcuenca del río Metztitlán. Con un clima semiseco templado.

## Demografía
En 2020 registro una población de 867 personas, lo que corresponde al 3.89 % de la población municipal. De los cuales 431 son hombres y 436 son mujeres. Tiene 244 viviendas particulares habitadas.
| Gráfica de evolución demográfica de Alcholoya entre 1900 y 2020                              |
|                                                                                              |
| Población de los censos y conteos del Instituto Nacional de Estadística y Geografía (INEGI). |